# Хеджет

Корона Хеджет

Хеджет (дав.-єгип. Ḥḏt) — біла корона, яку носили фараони Верхнього Єгипту. Після об'єднання Верхнього та Нижнього Єгипту, відбулося й об'єднання корон обох земель в єдину корону пшент. Символом, що прикріплюється в лобовій частині корони хеджет, була голова богині-грифа Нехбет. Аналогічним символом на червоній короні дешрет була богиня-кобра Уаджит. Після об'єднання корон двох земель, обидві богині розміщувалися в лобовій частині корони пшент. 
Біла і червона корони мають давнє походження, що сягає корінням далеко в минуле в додинастичну епоху, тим самим показуючи, що царська система була вже в ті часи взята за основу політичної організації давньоєгипетського суспільства. Найранніші зображення корони хеджет зустрічаються повсюдно в Північній Нубії (Та-Сеті), в період Накада II, близько 3500-3200 до н. е. 

## Зображення
Богиня-захисниця Нехбет, чий культ розташовувався поблизу міста Нехен, зображувалася як жінка, рідше жінка з головою грифа в білій короні.  Бога-сокола Гора з Нехена також зображували у білій короні.  На відомій палетці Нармера, яка була знайдена в Нехені, цар півдня в білій короні хеджет зображений в тріумфі над його північними ворогами. Фараони об'єднаного Єгипту вважали себе наступниками Гора. На вазах часів правління Хасехемуї, фараона зображували подібно Гору в білій короні. 
До наших часів не дійшла жодного збереженого примірника як білої, так і червоної корон, тому невідомо, як вони були влаштовані і з яких матеріалів їх виготовляли. Є тільки припущення, що вони могли бути зроблені з повсті чи шкіри. Той факт, що подібних корон не було знайдено навіть в таких відносно добре збережених похованнях, як гробниця Тутанхамона, дозволяє зробити припущення, що подібні корони передавалися у спадок від чинного фараона його наступнику, подібно до того, як в наші дні передають корони монархи.

## Галерея

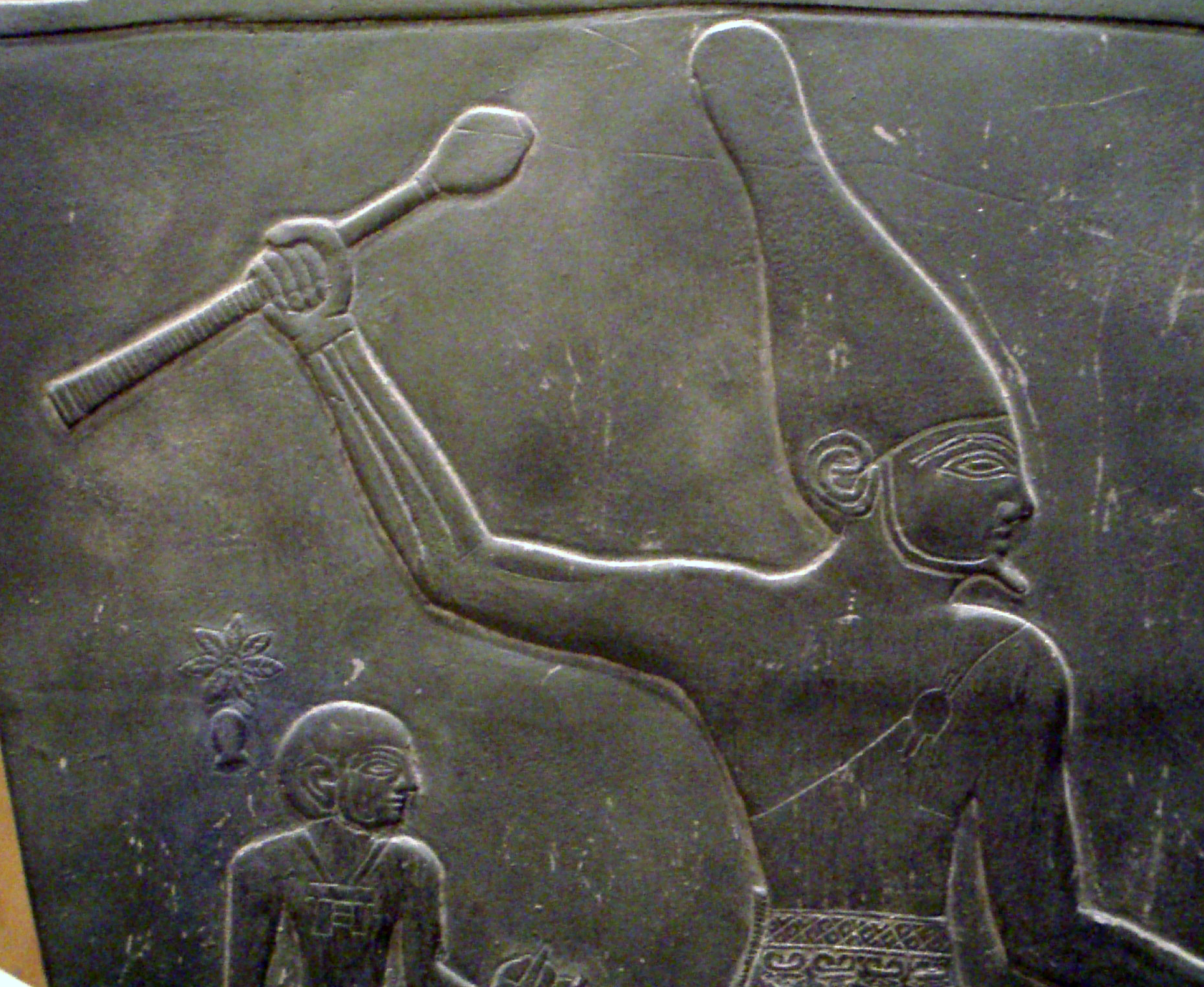
Нармер в короні хеджет. Палетка Нармера, Єгипетський музей
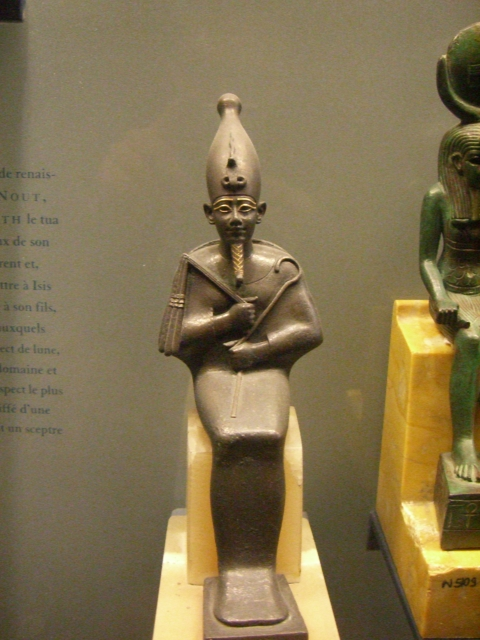
Бронзова статуетка Осіріса. Лувр
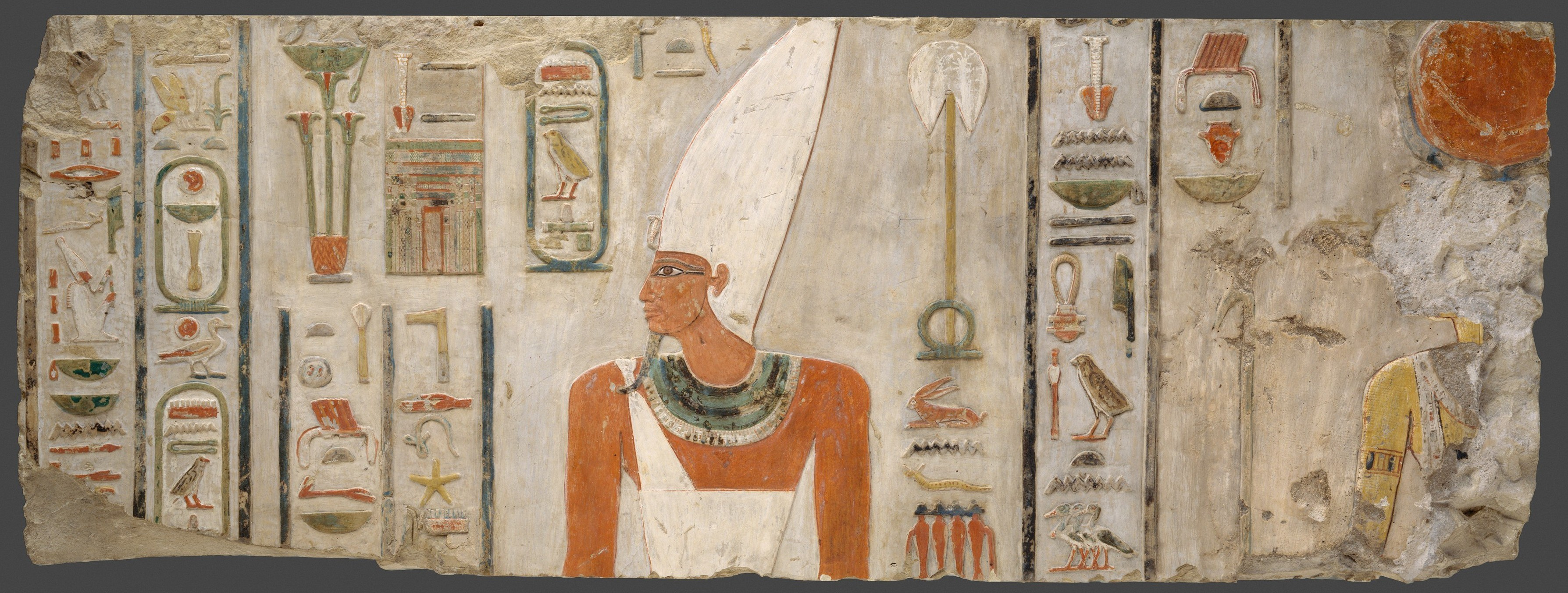
Ментухотеп II
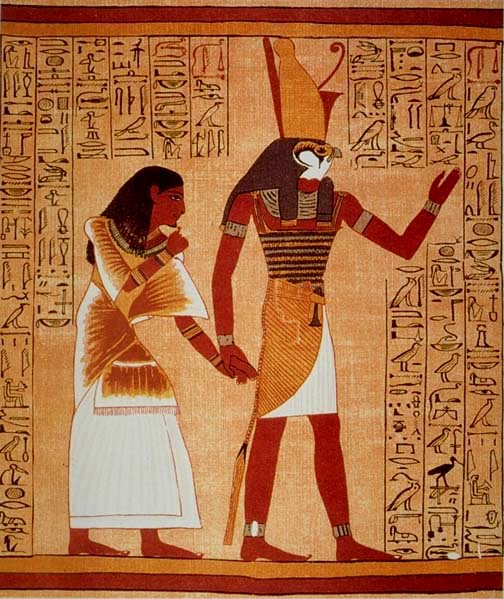
Гор у подвійній короні